# Rasmus Guldhammer
Rasmus Guldhammer Poulsen (Vejle, 9 de marzo de 1989) es un ciclista danés que fue profesional entre 2008 y 2019.

## Biografía
Después de los excelentes resultados cen categoría sub-23 en 2009, así como su cuarto puesto en la general de la Vuelta a Dinamarca, ficha por la formación Team Columbia-HTC para el año 2010, para disgusto de la formación danesa Team Saxo Bank, quien había realizado toda la pretemporada de 2009 con él. Al final de esa primera temporada, rompió su contrato con el equipo. Decía no ser capaz de adaptarse a la vida de un ciclista profesional, lejos de la familia y amigos. No excluía la idea de volver a ser ciclista profesional en otro momento.
Fichó por el equipo danés Team Concordia Forsikring-Himmerland para la temporada 2011, y a la siguiente por el Christina Watches-Onfone.
En septiembre de 2019 anunció su retirada como ciclista profesional.

## Palmarés
2009
- Lieja-Bastoña-Lieja sub-23
- 2 etapas del Gran Premio de Portugal

2011
- 1 etapa del Triptyque des Monts et Châteaux

2014
- 2 etapas del Tour de Loir-et-Cher
- Hadeland G. P.

2017
- 1 etapa del Circuito de las Ardenas
- Sundvolden G. P.
- Ringerike G. P.
- 1 etapa del Kreiz Breizh Elites